# HMS Venturer (1943)
HMS Venturer (P68) – brytyjski okręt podwodny z czasów II wojny światowej, jednostka wiodąca okrętów typu V. 
Wcielony do służby w sierpniu 1943, odbywał patrole bojowe wzdłuż wybrzeży okupowanej przez Niemców Norwegii. Zatopił trzy niemieckie frachtowce o łącznej pojemności 5447 BRT, omyłkowo norweski statek „Vang” (678 BRT) oraz dwa niemieckie okręty podwodne. Pierwszym z nich był U-771, jednostka typu VIIC, storpedowany 11 listopada 1944 w fiordzie w pobliżu Harstad. Drugim – U-864, jednostka typu IXD2, zniszczona 9 lutego 1945 na zachód od Bergen. To jedyny znany przypadek zatopienia zanurzonego okrętu podwodnego przez inny, również zanurzony, okręt tej klasy.
W 1946 HMS „Venturer” został sprzedany Norwegii, w której flocie nosił nazwę „Utstein”. Pozostawał w służbie do 1964.